# مسحور (فلم 2005)
مسحور هو فيلم خيالي كوميدي أمريكي رومانسي عام 2005 شارك في كتابته وإنتاجه وإخراجه نورا إيفرون، وبطولة نيكول كيدمان وويل فيريل جنبًا إلى جنب مع طاقم ممثلين يضم شيرلي ماكلين، ومايكل كين، وجيسون شوارتزمان، وكريستين تشينويث (في أول ظهور لها في الفيلم. )، هيذر بيرنز، جيم تورنر، ستيفن كولبير، ديفيد آلان جرير، مايكل بادالوكو، كارول شيلي وستيف كاريل. يتتبع الفيلم ممثلًا عاطلًا عن العمل (فيريل) يكتشف، أثناء إعادة إنتاج فيلم بيويتشد، أن النجمة المشاركة (كيدمان) هي ساحرة فعلية.

## طاقم التمثيل
- نيكول كيدمان في دور إيزابيل بيجلو / سامانثا ستيفنز
- ويل فيريل بدور جاك وايت / دارين ستيفنز
- شيرلي ماكلين كما ايريس سميثسون / إندورا
- مايكل كين في دور نايجل بيجلو
- جيسون شوارتزمان في دور ريتشي
- كريستين تشينويث في دور ماريا كيلي
- هيذر بيرنز في دور نينا
- جيم تيرنر في دور لاري
- ستيفن كولبير في دور ستو روبنسون
- ديفيد آلان جرير في دور جيم فيلدز
- مايكل بادالوكو في دور جوي بروبس
- كاتي فينيران بدور شيلا وايت

الشخصيات الفعلية من المسلسل
- كارول شيلي بدور العمة كلارا
- ستيف كاريل في دور العم آرثر
- ايمي سيداريس في دور غلاديس كرافيتز
- ريتشارد كيند في دور أبنر كرافيتز
- إليزابيث مونتغمري ( لقطات أرشيفية غير معتمدة ) بدور سامانثا ستيفنز
- ديك يورك ( لقطات أرشيفية غير معتمدة ) بدور دارين ستيفنز
- أغنيس مورهيد ( لقطات أرشيفية غير معتمدة ) بدور Endora
- بول ليند ( لقطات أرشيف غير معتمدة ) بدور العم آرثر

ضيوف الشرف
- إد مكماهون بنفسه
- كونان أوبراين بنفسه
- جيمس ليبتون بنفسه
- نيك لاتشي في دور كولي
- كيت والش بدور نادين
- آبي ماكبرايد في دور ماتيلدا
- جين تايلور في دور بارك رينجر باتي كروفورد
- تيري روبنسون في دور ماري برايسون
- فيكتور ويليامز في دور الضابط جيمس بريان
- روكسان بيكفورد بدور فرانسين جونز

## الإنتاج
بدأ التصوير الرئيسي من نهاية عام 2004 إلى بداية عام 2005.[بحاجة لمصدر]

## روابط خارجية
- مقالات تستعمل روابط فنية بلا صلة مع ويكي بيانات